# Absolute Music 16
Absolute Music 16 er en kompilation i serien Absolute Music udgivet den 28. november 1997.

## Spor
1. Puff Daddy & Faith Evans – "I'll Be Missing You"
2. Spice Girls – "Spice Up Your Life"
3. George Michael – "The Strangest Thing '97"
4. Chumbawamba – "Tubthumping"
5. The Corrs – "Only When I Sleep"
6. The Rolling Stones – "Anybody Seen My Baby"
7. M People – "Just For You"
8. Gary Barlow – "Open Road"
9. Shola Ama – "You're The One I Love"
10. Boyzone – "Picture Of You"
11. Janet Jackson – "Got 'Til It's Gone"
12. Hanson – "Where's The Love"
13. The Verve – "The Drugs Don't Work"
14. Kylie Minogue – "Some Kind Of Bliss"
15. Juice – "I'll Come Runnin'"
16. Lars H.U.G. – "Love Me Tender"
17. Sarah Brightman – "Who Want's To Live Forever"
18. Bentley Rhythm Ace – "Bentleys Gonna Sort You Out !"
19. Bonustrack: 112 featuring The Notorious B.I.G. – "Only You"